# Kvistofta
Kvistofta är en småort i Helsingborgs kommun, belägen ovanför Rååns södra sluttning. SCB har före 2015 delat upp bebyggelsen i två småorter: "Kvistofta", beläget kring korsningen mellan Södra Kvistoftavägen och Aspavägen, och "Kvistofta kyrka", kyrkby i Kvistofta socken. Anledningen till detta är att samhället som SCB kallar Kvistofta kyrka inte uppnådde kriterierna för småort förrän 2005. Den södra bebyggelsen kallad Kvistofta sammanväxte 2015 med tätorten Vallåkra.

## Historia
Orten har sitt ursprung i kyrkbyn och är belägen i ett område med rika förekomster av fornlämningar. Bland annat finns här ett antal gravhögar från bronsåldern. Byn kan möjligen härstamma från 1000-talet; ortnamnsefterledet "-toft" i betydelsen 'tomt, hustomt', härstammar troligen från vikingatiden. Förledet "kvist" är mer osäkert, men kan möjligen syfta på en åsrygg. Namnet skrevs 1351 Quistofthæ i samband med att kyrkan nämndes. Den nuvarande kyrkan är i romansk stil och uppförd under 1100-talet. 
Ett skifte genomfördes i orten från och med år 1806, vilket innebar att större delen av de större gårdarna successivt flyttades ut. Innan dess hade bebyggelsen bestått av ett 15-tal bostadshus belägna längs Ryavägen. Då järnvägen mellan Helsingborg och Billeberga anlades 1865 drog man spåret längs Rååns dalgång, men stationen förlades i grannorten Vallåkra, trots att Kvistofta var större. År 1952 uppgick dåvarande Kvistofta kommun i Vallåkra landskommun, som 1971 inkorporerades i Helsingborgs kommun.

### Befolkningsutveckling
| Befolkningsutvecklingen i Kvistofta kyrka/Kvistofta 2005–2015 | Befolkningsutvecklingen i Kvistofta kyrka/Kvistofta 2005–2015 | Befolkningsutvecklingen i Kvistofta kyrka/Kvistofta 2005–2015 | Befolkningsutvecklingen i Kvistofta kyrka/Kvistofta 2005–2015 | Befolkningsutvecklingen i Kvistofta kyrka/Kvistofta 2005–2015 |
| ------------------------------------------------------------- | ------------------------------------------------------------- | ------------------------------------------------------------- | ------------------------------------------------------------- | ------------------------------------------------------------- |
|                                                               |                                                               |                                                               |                                                               |                                                               |
| År                                                            |                                                               |                                                               | Folkmängd                                                     | Areal (ha)                                                    |
| 2005                                                          | 2005                                                          |                                                               | 50                                                            | 13#                                                           |
| 2010                                                          | 2010                                                          |                                                               | 52                                                            | 13#                                                           |
| 2015                                                          | 2015                                                          |                                                               | 66                                                            | 16#                                                           |
| Anm.: # Som småort.                                           |                                                               |                                                               |                                                               |                                                               |

| Befolkningsutvecklingen i Kvistofta 1995–2010 | Befolkningsutvecklingen i Kvistofta 1995–2010 | Befolkningsutvecklingen i Kvistofta 1995–2010 | Befolkningsutvecklingen i Kvistofta 1995–2010 | Befolkningsutvecklingen i Kvistofta 1995–2010 |
| --------------------------------------------- | --------------------------------------------- | --------------------------------------------- | --------------------------------------------- | --------------------------------------------- |
|                                               |                                               |                                               |                                               |                                               |
| År                                            |                                               |                                               | Folkmängd                                     | Areal (ha)                                    |
| 1995                                          | 1995                                          |                                               | 77                                            | 20#                                           |
| 2000                                          | 2000                                          |                                               | 79                                            | 20#                                           |
| 2005                                          | 2005                                          |                                               | 74                                            | 18#                                           |
| 2010                                          | 2010                                          |                                               | 84                                            | 26#                                           |
| Anm.: # Som småort.                           |                                               |                                               |                                               |                                               |

## Samhället
Orten omges till största delen av fullåkersbygd, förutom i norr, där Råån flyter fram. Området längs Råån har stora kulturhistoriska värden och en värdefull natur. Hela Kvistofta by omfattas av Rååns riksintresse för både kulturmiljövården och naturvården. 
Bebyggelsen består idag av ett antal gårdar, samt gatehus från 1800-talet. Kyrkan med tillhörande kyrkogård dominerar i byggnadsmiljön. Vid kyrkan ligger även prästgården, som byggdes om 1848 efter ritningar av Carl Georg Brunius. Bebyggelsen i byn är klassad som kulturhistoriskt värdefull enligt plan- och bygglagen och får inte förvanskas.

## Personer från orten
Konstnären Peter Adolf Persson föddes i Kvistofta 1862.

Stålfarfar ligger begravd på Kvistofta kyrkogård.